# 海南云斑蛛
海南云斑蛛（学名：Cyrtophora hainanensis）为园蛛科云斑蛛属的动物。在中国大陆，分布于海南、广东等地。该物种的模式产地在海南。其种加词“hainanensis”意为“海南的”。